# Guy Longnon
Guy Longnon (Marseille, 16 juli 1924 - aldaar, 4 februari 2014) was een Franse jazz-trompettist en muziekpedagoog, die in Marseille actief was.
Vanaf het begin van de jaren vijftig speelde hij onder meer met Don Byas, Sidney Bechet, Mezz Mezzrow, Albert Nicholas, Jean Claude Fohrenbach, Claude Luter, Guy Lafitte en Raymond Fol. In dat decennium werkte hij mee aan tientallen plaatopnamen. Hij speelde in de orkesten van Michel Attenoux en André Réwéliotty en werkte in Parijs samen met Boris Vian. In die tijd schreef hij tevens filmmuziek, voor Terreur en Oklahoma (1951) en Chicago Digest (1952). In 1963 begon hij aan het conservatorium van Marseille een jazzklas. Tot zijn leerlingen behoorden onder meer Pierre Christophe, André Jaume en Jean-Marc Padovani. Zijn opvolger aan het conservatoriumm, Philippe Renault (vanaf 1992), richtte de Jazz Groupe D6 op, die in 2013 een album ter ere van Longnon opnam.
Longnon was de oom van de jazztrompettist Jean-Loup Longnon.
- Bibliothèque nationale de France: cb13949245n (data)
- Gemeinsame Normdatei: 135335906
- International Standard Name Identifier: 0000 0000 0303 0353
- Library of Congress Control Number: no2006104002
- MusicBrainz: 1cc7bd26-07ca-4a67-9b2e-d27d90ac0d03
- Virtual International Authority File: 80116754
- WorldCat: E39PBJm4PGHjdBVxvwC96BP4v3